# Phyllonorycter lobeliella
Phyllonorycter lobeliella är en fjärilsart som beskrevs av Nel 2009. Phyllonorycter lobeliella ingår i släktet guldmalar, och familjen styltmalar.
Artens utbredningsområde är Frankrike. Inga underarter finns listade i Catalogue of Life.